# Teatro Real Borbone
Il Teatro "Real Borbone" di San Severo, primo teatro all'italiana di Capitanata e uno dei primi edificati nel Mezzogiorno, fu la massima sala teatrale della città dal 1819 al 1927.

## Storia
Dal 1810, durante il decennio francese, il Teatro del Decurionato, attivo dalla metà del Settecento in una sala dell'antico Palazzo di Città, fu considerato troppo piccolo e inadeguato ai bisogni di San Severo. Quando, nel 1813, gli uffici comunali si trasferirono nel soppresso monastero dei celestini, si iniziò a pensare a un nuovo teatro da realizzarsi nel vecchio stabile decurionale. Nel 1814, quindi, un gruppo di privati cittadini si accordò colla civica amministrazione per trasformare l'intero piano soprano del palazzo in un teatro all'italiana. I cittadini avrebbero sostenute le spese necessarie in cambio della proprietà di alcuni palchi e di un certo numero di poltroncine in platea. L'iter burocratico si concluse solo alla vigilia della battaglia di Tolentino, nel 1815, e il mutato quadro politico rimandò l'esecuzione del progetto fino al 1819, anno in cui si aprì il cantiere e si chiese a Ferdinando I, ottenendo risposta positiva, d'intitolare l'edificio alla casa regnante. La struttura costò più di quattromila ducati. I lavori furono eseguiti rapidamente e il Real Borbone (poi chiamato anche, più semplicemente, Real Teatro) poté essere solennemente inaugurato il 21 novembre dello stesso anno con uno spettacolo d'opera lirica.

Scorcio della sala dopo la chiusura

Costruito interamente in legno, il Real Borbone aveva una platea da centoventi posti, due ordini di palchi (dodici il primo e tredici il secondo, per venticinque palchi complessivi) e un comodo loggione per centocinquanta spettatori, il tutto per una capienza di quattrocentotrenta posti. Due piccoli ridotti accoglievano gli spettatori, uno per la platea e uno per i palchi. Molto ampio era il palcoscenico, abnorme rispetto alle dimensioni della sala.
La sobria decorazione originaria fu totalmente cancellata nel 1844, anno in cui lo scenografo napoletano Giuseppe Castagna ridecorò completamente il teatro con eleganti dorature neoclassiche e parati azzurrognoli, un prestigioso intervento che costò alle casse comunali oltre duemila ducati.
Nel 1870 il teatro assunse ufficialmente il titolo di Comunale e funzionò regolarmente fino al 1882, quando fu chiuso per il mancato rispetto delle nuove norme di sicurezza. Ristrutturato tra il 1886 e il 1887, riaprì al pubblico colla stessa decorazione di Castagna ma con un nuovo colore di parato, non più azzurrognolo ma rosso imperiale.
Per questo intervento si spesero complessivamente circa sedicimila lire, sacrificio notevole per le casse comunali, grazie al quale, però, il teatro, seppur con una riduzione di capienza, poté riprendere la consueta vita febbrile. Ma la fine della gloriosa sala, soprattutto a causa della congenita fragilità del sempre più malconcio e pericoloso scheletro ligneo dei palchi, parve ben presto segnata. Nonostante vari interventi statici e diverse migliorie, tra cui l'installazione dell'impianto elettrico nel 1906, il 13 gennaio 1927 la commissione provinciale di vigilanza sui teatri vergava l'atto di morte della struttura, ormai irrecuperabile. La notizia non giunse inattesa, tanto che già dal finire del 1925 gli amministratori discutevano della costruzione di un nuovo grande teatro di pianta, il Teatro del Littorio che sarà inaugurato nel 1937. Nel 1934 il vecchio stabile, sito nel cuore della città, fu venduto a un privato che lo trasformò in un cine-teatro da circa cinquecento posti, distruggendo totalmente la sala all'italiana.

## Spettacoli
Il Real Borbone offriva, senza pause significative, lunghe stagioni liriche, spettacoli di prosa, operette, teatro napoletano e spettacoli di varietà, con un'attività intensa e di buona qualità che soddisfaceva non solo la spiccata passione teatrale dei sanseveresi ma anche il desiderio di svago della gente del circondario. Tra gli artisti che vi si esibirono figurano il soprano Gemma Bellincioni e l'attore Gustavo Salvini. Nel 1877 vi andò in scena, in prima assoluta, il melodramma Manfredi di Ferdinando del Re.